# Jean-Luc Moutou
Jean Luc Moutou est un homme politique congolais né le 31 octobre 1964 à Dolisie, dans le département du Niari. Il est Ministre de l'Enseignement préscolaire, primaire, secondaire et de l'alphabétisation  dans le Gouvernement Anatole Collinet Makosso depuis mai 2021.